# Procès de YNW Melly
Le texte peut changer fréquemment, n’est peut-être pas à jour et peut manquer de recul. 
Le titre et la description de l'acte concerné reposent sur la qualification juridique retenue lors de la rédaction de l'article et peuvent évoluer en même temps que celle-ci.
Le procès de YNW Melly est une affaire pénale américaine en cours dans le 17e circuit judiciaire de Floride dans laquelle le rappeur américain Jamell Demons, plus connu sous son nom de scène YNW Melly, est accusé du meurtre de ses deux amis, Anthony Williams (YNW Sakchaser) et Christopher Jermaine Thomas Jr. (YNW Juvy). Si YNW Melly est reconnu coupable, il encourt soit la prison à vie sans possibilité de libération conditionnelle, soit la peine de mort. S'il est reconnu coupable, il sera l'un des premiers accusés à être condamné sous la nouvelle loi du gouverneur Ron DeSantis sur la condamnation à mort non unanime, dans laquelle le jury n'aura besoin que d'au moins huit jurés sur douze acceptant de recommander la peine de mort plutôt que d'être unanime,.
L'affaire a suscité un intérêt public massif en raison du single le plus populaire de YNW Melly, Murder on My Mind, une chanson de rap dans laquelle Melly raconte comment il a assassiné son ami.

## Faits

### Version de YNW Bortlen
Dans la nuit du 26 octobre 2018, certains membres du YNW sont chez un rappeur local à Fort Lauderdale, en Floride, dans le but de passer dans un clip vidéo. Aux alentours de 3 h 20 heure locale, chacun décide de rentrer chez soi. Jamell Maurice Demons (YNW Melly) monte dans une voiture, tandis que Cortlen Malik Henry (YNW Bortlen) monte dans une autre voiture avec Christopher Thomas Jr. (YNW Juvy) et Anthony Williams (YNW Sakchaser) comme passagers. Après une demi-heure de route et après avoir quitté l’autoroute, à la première intersection qu’ils traversent, une voiture arrive à leur niveau du côté droit et les occupants ouvrent le feu sur eux une dizaine de fois avant de prendre la fuite, touchant mortellement YNW Juvy et YNW Sakchaser dans la tête, le torse et le dos. Miraculeusement, YNW Bortlen s’en sort indemne, mais quand il voit que ses amis sont touchés, il se dirige immédiatement vers l’hôpital le plus proche, situé à trois kilomètres. Mais il est déjà trop tard, car juste après leur arrivée, YNW Juvy et YNW Sakchaser sont officiellement déclarés morts par les médecins. Les quatre rappeurs devaient apparaître dans un clip vidéo d'un autre rappeur local l'après-midi suivant. YNW Melly et YNW Bortlen y sont apparus, bien que leurs amis d'enfance venaient d'être assassinés,.

### Version des autorités
YNW Melly, YNW Bortlen, YNW Juvy et YNW Sakchaser partent du studio ensemble dans la même voiture, et suivent en partie le trajet énoncé par YNW Bortlen, mais après avoir traversé l’intersection de la prétendue fusillade, ils continuent de rouler vers le nord-ouest de Fort Lauderdale et s'arrêtent le long d’une route isolée, où il y a apparemment très peu de passage la nuit. C’est ici que YNW Melly aurait abattu YNW Juvy et YNW Sakchaser, avant de rafaler lui-même le côté droit du véhicule, pour faire croire à un drive-by shooting, le tout, avec la complicité de YNW Bortlen, qui, environ une demi-heure plus tard, débarque seul aux urgences avec les corps de ses amis, pour éviter d'éveiller les soupçons.

## Enquête
La version des faits de YNW Bortlen est très vite remise en doute par les autorités locales, car après avoir passé au peigne fin la rue dans laquelle la fusillade est censée s’être déroulée, les policiers ne trouvent aucun débris et aucun coup de feu n’a été entendu par les riverains. En outre, lors de la fouille méticuleuse de la voiture, ils trouvent également une douille de calibre 40 à l’arrière, ce qui indiquerait que quelqu’un a ouvert le feu depuis l’intérieur du véhicule. Puis en visionnant les images des caméras de surveillance situées à l’extérieur du studio d’enregistrement, les enquêteurs découvrent qu’au moment de leur départ, YNW Melly est en réalité monté lui aussi dans la voiture conduite par YNW Bortlen, avec YNW Sakchaser et YNW Juvy.
Un mandat est donc émis pour pouvoir récupérer et analyser les données GPS de leurs quatre téléphones respectifs, et grâce à ça, un peu moins d'un mois après les faits, les policiers localisent finalement ce qu’ils pensent être la véritable scène de crime. Puis lorsque les semaines suivantes, les comptes-rendus d’autopsie leur sont transmis, la police a la confirmation que les coups de feu qui ont tué YNW Sakchaser et YNW Juvy venaient non seulement de leur gauche, mais qu’également le tireur se situait à moins d'un mètre d’eux.
Le 13 février 2019, YNW Melly et YNW Bortlen sont placés en détention provisoire le temps que leur procès se déroule.

## Procès
La sélection du jury pour le procès a commencé le 11 avril 2023 et le procès commence le 12 juin 2023. Les procureurs demandent la peine de mort,,,,.